# リッキー・ハットン
リッキー・ハットン（Ricky Hatton、1978年10月6日 - ）は、イングランドの元プロボクサー。グレーター・マンチェスター州ストックポート出身。元WBAスーパー・IBF世界スーパーライト級統一王者。元WBA世界ウェルター級王者。世界2階級制覇王者。
プロモーターとしてハットン・プロモーションズを主宰している。息子のキャンベル・ハットン、実弟のマシュー・ハットンもプロボクサー。

## 人物
自身と同じ労働者階級出身のウェイン・ルーニーやオアシスのギャラガー兄弟と仲が良く、ハットンの試合観戦に訪れていた。また、ギャラガー兄弟と同じくマンチェスター・シティFCの熱心なサポーターでもある。
私生活は大変不摂生として知られ、ギネスビールとフィッシュ・アンド・チップスが好物であるため毎試合約35ポンドから40ポンド減量しており、試合のない日は度々太った体で公の場に顔を出していてファンの間ではリッキー・ファットンというあだ名がついた。

## 来歴
1978年にストックポートに生まれた。父と祖父はロッチデールAFCに所属していた元サッカー選手。ハットンもユースチームの入団試験を受けたことがある。アマチュアとしてのボクシング歴はそれほど長くなく15歳ぐらいから本格的にボクシングを始める。実家がカーペット内装業を営んでいたことから職人を目指すが、カッターナイフで一度に4本の指を切ったことがあるほど不器用だったため販売員に転職する。しかしこちらでも仕入れ値で販売してしまうなど商才は発揮できなかった。

### キャリア初期
1997年9月11日に18歳でプロデビューし、初回TKOで勝ちを収めた。
1999年2月27日、空位のBBBofC中部スーパーライト級王座を獲得した。
1999年5月29日、空位のWBOインターコンチネンタルスーパーライト級王座を獲得した。
2000年9月23日、WBAインターナショナルスーパーライト級王座を獲得した。
2000年10月21日、空位のBBBofC英国スーパーライト級王座を獲得した。
2001年3月26日、空位のWBU世界スーパーライト級王座を獲得し同王座を15度防衛した。

### コンスタンチン・チュー戦
2005年6月4日、当時長期療養後ではあったがIBF世界スーパーライト級暫定王者のシャンバ・ミッチェルを苦もなくKOで下し、同階級で最強と目されていたIBF世界スーパーライト級王者コンスタンチン・チュー（ロシア）を執拗なボディ攻めで11回終了後TKO（チューの試合放棄）で破り王座を獲得した。この試合は「リッキー・ハットン」の名を一躍世界中のボクシングファンに轟かせ、英国内での彼の人気を不動のものにした。
2005年11月26日、WBA世界スーパーライト級王者カルロス・マウサとの統一戦を9回KO勝ちを収め王座統一に成功した。

### 二階級制覇
2006年、ウェルター級への転向を目指し王座を返上した。
2006年5月13日、WBA世界ウェルター級王者ルイス・コラーゾ（アメリカ）を12回判定勝ちを収めデビュー以来の無敗記録を41戦に伸ばすと共に王座獲得に成功した。しかし、階級を上げての出来は決して良いものではなく、すぐに同王座を返上し階級を元のスーパーライト級に戻すことを発表した。
2007年1月20日、IBF世界スーパーライト級王者ファン・ウランゴ（コロンビア）を判定で破り王座の獲得に成功し同時にIBO世界スーパーライト級王座獲得に成功した。
2007年2月に、同年7月に既に予定されたホセ・ルイス・カスティージョとのビッグマッチを優先させるため、IBF世界スーパーライト級王座の指名挑戦者との指名試合を拒否し、2月10日にIBFから王座を剥奪された。同王座は指名挑戦者だったラブモア・ヌドゥが戴冠した。
6月23日に実施されたホセ・ルイス・カスティージョ（メキシコ）との対戦はブルファイター同士の対決ということもあり激戦が期待されたが一方的な内容で4回2分16秒KO勝ちを収めWBCインナーナショナルスーパーライト級王座獲得とIBO王座の初防衛に成功した。

### ラスベガスでのビッグマッチ
かねてからラスベガスでのビッグマッチを熱望していたハットンは、ついに2007年12月8日にMGMグランド・ガーデン・アリーナでWBC世界ウェルター級王者フロイド・メイウェザー・ジュニア（アメリカ）と対戦。中量級の無敗のスーパースター同士の大一番であったが、10回TKO負けを喫し、キャリア初黒星となった。
2008年5月24日、イギリス・ランカシャーシティ・オブ・マンチェスター・スタジアムでフアン・ラスカーノ（メキシコ）と対戦し、ジャッジ2者がフルマークを付ける12回3-0（120-110、118-110、120-108）圧勝でIBO王座の2度目の防衛に成功するとともにプロ初黒星を喫して以来の再起戦を勝利で飾った。
2008年11月22日、MGMグランド・ガーデン・アリーナでポール・マリナッジ（アメリカ）と対戦し、11回TKO勝ちを収めIBO王座3度目の防衛に成功した。
2009年5月2日、MGMグランド・ガーデン・アリーナでマニー・パッキャオ（フィリピン）と対戦。1回に2度のダウンを喫したのち、2回終盤にパッキャオの左フックで失神させられ、2回2分59秒KO負けを喫しIBO王座から陥落した。

### ボクサーライセンス剥奪
2010年9月12日、ハットンがコカインを吸引をしている姿がスクープとして新聞の一面を飾り、英国ボクシング統制委員会によりボクサーライセンスを剥奪された。
しかし、2012年にライセンスの再交付が認められることとなり現役復帰を宣言する。

### 現役復帰
2012年11月24日、地元イギリスのランカシャー州マンチェスターにて約3年半ぶりの復帰戦としてウェルター級10回戦で元WBA世界ウェルター級王者ビチェスラフ・センチェンコ（ウクライナ）と対戦。ポイントではリードするものの、9回KO負けを喫し復帰戦を白星で飾ることはできず、試合後に改めて現役引退を表明した。
2014年5月1日、イギリスのテレビ局のためにフロイド・メイウェザー・ジュニアVSマルコス・マイダナの解説者としてアメリカへ入国予定であったが、ビザの発給を拒否され入国する事が出来なかった。
2022年11月12日、10年ぶりに復帰してマンチェスター・アリーナでマルコ・アントニオ・バレラとエキシビションで対戦した。

## 戦績
- プロボクシング：48戦 45勝 (32KO) 3敗

| 戦           | 日付           | 勝敗 | 時間     | 内容    | 対戦相手                           | 国籍             | 備考 |
| ------------ | -------------- | ---- | -------- | ------- | ---------------------------------- | ---------------- | --- |
| 1            | 1997年9月11日  | ☆    | 1R 終了  | TKO     | コリン・マコウリー                 | イギリス         | プロデビュー戦 |
| 2            | 1997年12月19日 | ☆    | 4R       | 判定3-0 | ロバート・アルバレス               | アメリカ合衆国   | |
| 3            | 1998年1月17日  | ☆    | 1R 1:25  | TKO     | デビッド・トンプソン               | イギリス         | |
| 4            | 1998年3月27日  | ☆    | 1R 1:47  | TKO     | ポール・サルモン                   | イギリス         | |
| 5            | 1998年4月18日  | ☆    | 1R 1:45  | TKO     | カール・テイラー                   | イギリス         | |
| 6            | 1998年5月30日  | ☆    | 6R       | 判定3-0 | マーク・ラムジー                   | イギリス         | |
| 7            | 1998年7月18日  | ☆    | 6R       | 判定3-0 | アンソニー・キャンベル             | イギリス         | |
| 8            | 1998年9月19日  | ☆    | 2R 1:20  | KO      | パスカル・モンチュラ               | ベルギー         | |
| 9            | 1998年10月31日 | ☆    | 1R 2:25  | TKO     | ケビン・カーター                   | アメリカ合衆国   | |
| 10           | 1998年12月19日 | ☆    | 6R 0:19  | TKO     | ポール・デントン                   | イギリス         | |
| 11           | 1999年2月27日  | ☆    | 2R 2:21  | TKO     | トミー・ピーコック                 | イギリス         | BBBofC英国中部地区スーパーライト級王座決定戦                                                                                                 |
| 12           | 1999年4月3日   | ☆    | 2R 1:18  | KO      | ブライアン・コールマン             | イギリス         | |
| 13           | 1999年5月29日  | ☆    | 5R 2:00  | TKO     | ディロン・カレウ                   | ガイアナ         | WBOインターコンチネンタルスーパーライト級王座決定戦                                                                                          |
| 14           | 1999年7月17日  | ☆    | 6R       | 判定3-0 | マーク・ラムジー                   | イギリス         | |
| 15           | 1999年10月9日  | ☆    | 4R 終了  | TKO     | バーナード・ポール                 | モーリシャス     | WBOインターコンチネンタル防衛1 |
| 16           | 1999年12月11日 | ☆    | 4R 0:51  | TKO     | マーク・ウィンターズ               | イギリス         | WBOインターコンチネンタル防衛2 |
| 17           | 2000年1月29日  | ☆    | 3R 1:37  | TKO     | レオンシオ・ガルセス               | メキシコ         | |
| 18           | 2000年3月25日  | ☆    | 4R 2:55  | TKO     | ペドロ・アロンソ・テラン           | メキシコ         | WBOインターコンチネンタル防衛3 |
| 19           | 2000年5月16日  | ☆    | 4R 0:49  | TKO     | アンビオリス・フィゲロ             | ドミニカ共和国   | WBOインターコンチネンタル防衛4 |
| 20           | 2000年6月10日  | ☆    | 2R 1:48  | KO      | ヒルベルト・キロス                 | コスタリカ       | WBOインターコンチネンタル防衛5 |
| 21           | 2000年9月23日  | ☆    | 5R 1:57  | TKO     | ジュゼッペ・ラウリ                 | ハンガリー       | WBAインターコンチネンタル・WBOインターコンチネンタルスーパーライト級王座統一戦 WBAインターコンチネンタル獲得・WBOインターコンチネンタル防衛6 |
| 22           | 2000年10月21日 | ☆    | 12R      | 判定3-0 | ジョン・タクストン                 | イギリス         | BBBofC英国スーパーライト級王座決定戦 |
| 23           | 2001年3月26日  | ☆    | 4R 2:30  | TKO     | トニー・ペップ                     | カナダ           | WBU世界スーパーライト級王座決定戦 |
| 24           | 2001年7月7日   | ☆    | 4R 2:08  | KO      | ジェイソン・ローランド             | イギリス         | WBU防衛1 |
| 25           | 2001年9月15日  | ☆    | 5R 0:36  | TKO     | ジョン・ベイリー                   | アメリカ合衆国   | WBU防衛2 |
| 26           | 2001年10月27日 | ☆    | 2R 2:40  | KO      | フレディ・ペンドルト               | アメリカ合衆国   | WBU防衛3 |
| 27           | 2001年12月15日 | ☆    | 2R 0:36  | TKO     | ジャスティン・ロウセル             | オーストラリア   | WBU防衛4 |
| 28           | 2002年2月9日   | ☆    | 9R 2:31  | TKO     | ミハイル・クリバラポフ             | ロシア           | WBU防衛5 |
| 29           | 2002年6月1日   | ☆    | 12R      | 判定3-0 | エーモン・マギー                   | イギリス         | WBU防衛6 |
| 30           | 2002年9月28日  | ☆    | 2R 0:28  | 反則    | ステファン・スミス                 | イギリス         | WBU防衛7 |
| 31           | 2002年12月14日 | ☆    | 4R 1:16  | KO      | ジョー・ハッチンソン               | アメリカ合衆国   | WBU防衛8 |
| 32           | 2003年4月5日   | ☆    | 12R      | 判定3-0 | ヴィンス・フィリップス             | アメリカ合衆国   | WBU防衛9 |
| 33           | 2003年9月27日  | ☆    | 9R 終了  | TKO     | アルド・ナザレノ・リオス           | アルゼンチン     | WBU防衛10 |
| 34           | 2003年12月13日 | ☆    | 12R      | 判定3-0 | ベン・タッキー                     | ガーナ           | WBU防衛11 |
| 35           | 2004年4月3日   | ☆    | 6R 2:32  | TKO     | デニス・ホルバエク・ペダーゼン     | デンマーク       | WBU防衛12 |
| 36           | 2004年6月12日  | ☆    | 12R      | 判定3-0 | カルロス・ウィルフレド・ビルチェス | アルゼンチン     | WBU防衛13 |
| 37           | 2004年10月1日  | ☆    | 5R 2:57  | TKO     | マイケル・スチュワート             | アメリカ合衆国   | IBF世界スーパーライト級挑戦者決定戦 WBU防衛14                                                                                                |
| 38           | 2004年12月11日 | ☆    | 10R 1:38 | KO      | レイ・オリベイラ                   | アメリカ合衆国   | WBU防衛15 |
| 39           | 2005年6月4日   | ☆    | 11R 終了 | TKO     | コンスタンチン・チュー             | オーストラリア   | IBF世界スーパーライト級タイトルマッチ |
| 40           | 2005年11月26日 | ☆    | 9R 1:10  | KO      | カルロス・マウサ                   | コロンビア       | WBA・IBF世界スーパーライト級王座統一戦 WBA獲得・IBF防衛1                                                                                     |
| 41           | 2006年5月13日  | ☆    | 12R      | 判定3-0 | ルイス・コラーゾ                   | アメリカ合衆国   | WBA世界ウェルター級タイトルマッチ |
| 42           | 2007年1月20日  | ☆    | 12R      | 判定3-0 | ファン・ウランゴ                   | コロンビア       | IBF世界スーパーライト級タイトルマッチ IBO世界スーパーライト級王座決定戦                                                                      |
| 43           | 2007年6月23日  | ☆    | 4R 2:16  | KO      | ホセ・ルイス・カスティージョ       | メキシコ         | WBCインターナショナルスーパーライト級王座決定戦 IBO防衛1                                                                                     |
| 44           | 2007年12月8日  | ★    | 10R 1:35 | TKO     | フロイド・メイウェザー・ジュニア   | アメリカ合衆国   | WBC世界ウェルター級タイトルマッチ |
| 45           | 2008年5月24日  | ☆    | 12R      | 判定3-0 | ファン・ラズカノ                   | メキシコ         | IBO防衛2 |
| 46           | 2008年11月22日 | ☆    | 11R 0:48 | TKO     | ポール・マリナッジ                 | アメリカ合衆国   | IBO防衛3 |
| 47           | 2009年5月2日   | ★    | 2R 2:59  | KO      | マニー・パッキャオ                 | フィリピン       | IBO陥落 |
| 48           | 2012年11月24日 | ★    | 9R 2:52  | KO      | ビチェスラフ・センチェンコ         | ウクライナ       | |
| 49           | 2025年12月2日  | -    | -        | -       | エイサ・アル・ダー                 | アラブ首長国連邦 | 試合前 |
| テンプレート |                |      |          |         |                                    |                  | |

## 獲得タイトル

### アマチュア時代
- アマチュアユース世界選手権銅メダル
- ABAスーパーライト級王座[17]

### プロ時代
- BBBofC中部スーパーライト級王座（防衛0=返上）
- WBOインターコンチネンタルスーパーライト級王座（防衛6=返上）
- WBAインターナショナルスーパーライト級王座（防衛0=返上）
- BBBofC英国スーパーライト級王座（防衛0=返上）
- WBU世界スーパーライト級王座（防衛15=返上）
- IBF世界スーパーライト級王座（防衛0=返上）
- WBA世界スーパーライト級スーパー王座（防衛0=返上）
- WBA世界ウェルター級王座（防衛0=返上）
- IBO世界スーパーライト級王座（防衛3）
- WBCインナーナショナルスーパーライト級王座（防衛0=返上）
- IBF世界スーパーライト級王座（防衛0=剥奪）